# Dick Dolman
Dirk „Dick” Dolman (ur. 2 lipca 1935 w Empe, zm. 23 stycznia 2019 w Amsterdamie) – holenderski polityk i ekonomista, poseł do Tweede Kamer i jej przewodniczący w latach 1979–1989.

## Życiorys
Ukończył szkołę średnią w Zutphen, studiował ekonomię na Uniwersytecie Amsterdamskim (1953–1959). Doktoryzował się z nauk ekonomicznych na tej uczelni w 1964. W 1954 wstąpił do Partii Pracy. Był urzędnikiem dyrekcji generalnej ministerstwa spraw społecznych i zdrowia oraz zastępcą dyrektora dyrekcji ogólnej polityki gospodarczej w resorcie gospodarki. W 1970 zasiadł w Tweede Kamer, mandat poselski sprawował do 1990. Od lipca 1979 do września 1989 pełnił funkcję przewodniczącego niższej izby Stanów Generalnych. W latach 1990–2003 był członkiem Rady Stanu, instytucji konsultującej projekty aktów prawnych.
Odznaczony Orderem Lwa Niderlandzkiego klasy III (1982) i II (1989).